# Markus Thormeyer

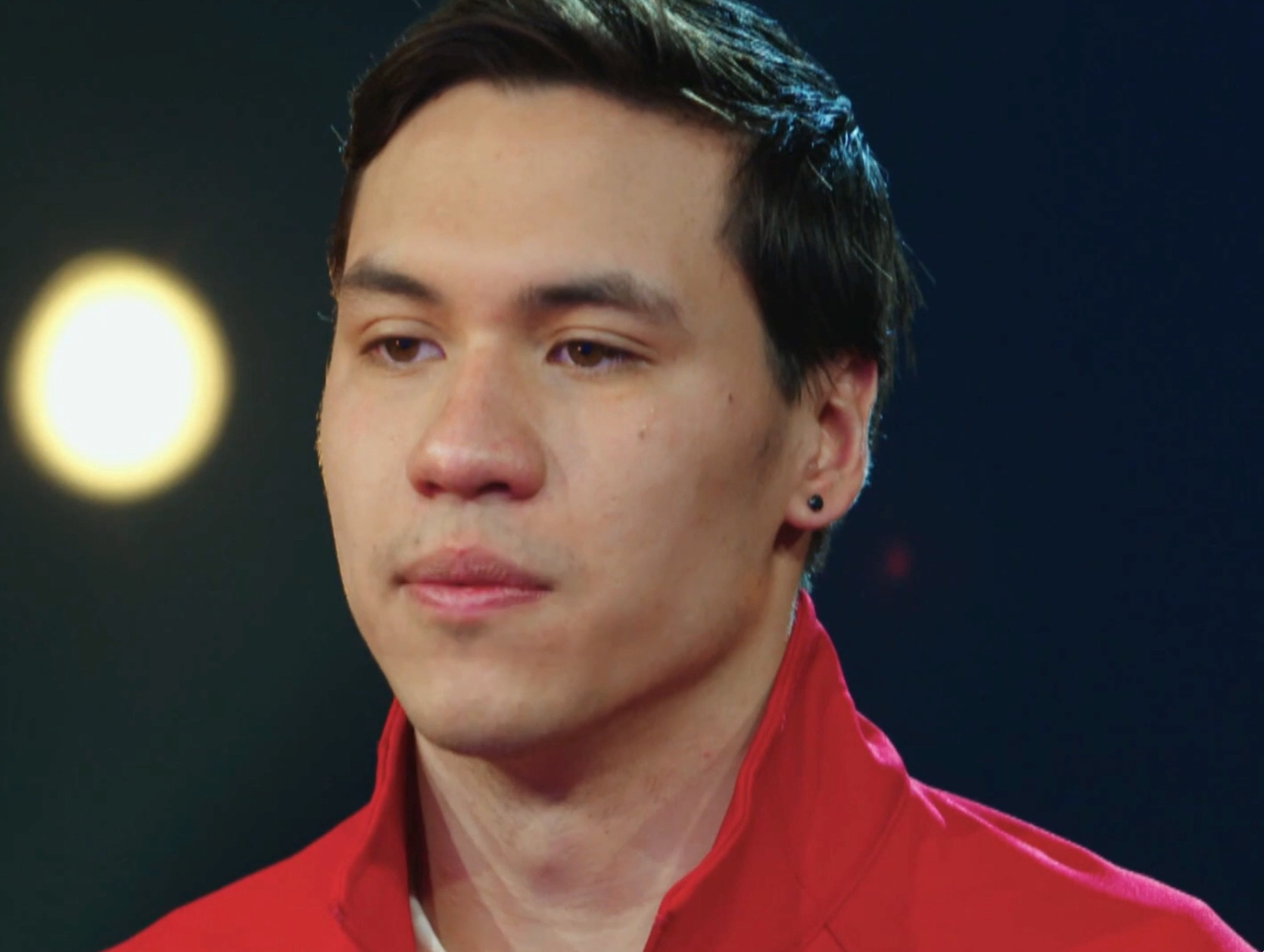
Markus Thormeyer, 2021

Markus Thormeyer (* 25. August 1997 in Newmarket, Ontario) ist ein kanadischer Schwimmer. Er ist Teil des Olympiateams von Kanada.

## Leben und Wirken
Seit seinem achten Lebensjahr ist Thormeyer als Schwimmer unterwegs. Mit zwölf Jahren nahm er an einem ersten internationalen Wettbewerb für Kanada teil. Thormeyer ist Mitglied des Schwimmolympiateams von Kanada, mit dem er bereits bei den Olympischen Sommerspielen 2016 in Rio sowie an den Olympischen Sommerspielen 2020 in Tokio teilnahm. Seine bevorzugten Stile sind Rückenschwimmen und Teilnahmen an der Freistilstaffel 4-mal-100-Meter.
2020 outete sich Thormeyer als homosexuell. Er studierte Umweltwissenschaften an der Universität von British Colombia und lebt in Vancouver.

## Erfolge
- 2. Platz mit der 4-mal-100-Meter-Staffel bei den Panamerikanischen Spielen 2015.
- 7. Platz bei den Olympischen Spielen 2016 in Rio de Janeiro mit der 4-mal-100-Meter-Staffel.
- 3. Platz (Bronze) bei der Weltmeisterschaft in Budapest 2017 mit der 4-mal-100-Meter-Staffel.
- 3. Platz (Bronze) bei den Commonwealth Games 2018 im Rückenschwimmen.
- 4. Platz mit der 4-mal-100-Meter-Staffel bei den Olympischen Sommerspielen 2020 in Tokio

Er wurde 2016 als Sport BC Junior Athlete of the Year ausgezeichnet und war Kanadas Schwimmer des Jahres 2018 und 2019. 2019 stellte er einen neuen Landesrekord im Rückenschwimmen auf.